# Památník vítězství v Netanji
Památník vítězství v Netanji (hebrejsky אנדרטה לציון ניצחון הצבא האדום על גרמניה הנאצית‎) je památník vítězství Rudé armády nad nacistickým Německem ve druhé světové válce. Pomník byl postaven z rozhodnutí izraelské vlády a se souhlasem ruské vlády.
Památník se skládá ze dvou částí, které symbolizují přechod ze tmy na světlo a tím i vztah mezi ruským vítězstvím, které ukončilo holokaust židovského národa, a následovným vznikem židovského státu. Na první části památníku je popis holokaustu a války mezi nacistickým Německem a Sovětským svazem. Druhá část je vyrobena ze dvou vysokých bílých křídel symbolizujících vítězství, naději a klid.
Pomník byl slavnostně odhalen na oficiálním ceremoniálu dne 25. června 2012 za účasti ruského a izraelského prezidenta Vladimira Putina, Šimona Perese, starosty Netanje a veteránů Velké vlastenecké války.
Výstavba stála přibližně 2 miliony amerických dolarů, největšími dárci byli Ruský židovský kongres, který poskytl půl milionu, a izraelský fond Keren ha-jesod.